# Заможненська сільська рада (Глобинський район)
Заможненська сільська рада — колишній орган місцевого самоврядування у Глобинському районі Полтавської області з центром у селі Заможне. Населення сільської ради на 1 січня 2011 року становить – 550 осіб. Раді підпорядковані 3 населені пункти: с. Заможне, с. Глибоке, с. Глушкове Друге.

## Географія
Сільська рада межує з Манжеліївською, Куп'єватівською, Федорівською сільськими радами Глобинського району; Приліпською та Мануйлівською сільськими радами Козельщинського району Полтавської області.
На території сільської ради протікає річка Псел.
Заможненька сільська рада розташована в лісостеповій зоні. Ґрунти переважно чорноземи.
Площа сільської ради 4124,04 га, 90% території — сільськогосподарські угіддя, 4% — лісовкриті площі, 3% — забудовані землі, 3% — інші землі.
По території Заможненської сільської ради проходять автошляхи Кременчук-Велика Багачка та Козельщина–Великі Кринки. Протяжність автомобільних шляхів районного значення - 57,5322 га.

## Історія

### Перше створення
З встановленням радянської влади навколо село Заможне (тоді Броварки) створюється сільська рада (тоді називалась Броварківська сільська рада). 7 березня 1923 року входить до складу Манжеліївського району Кременчуцького округу. На 7 вересня того року в сільраді (до якої входили тоді ще невеликі села та хутори: Галаганівщина, Глибоке, Княжівка (Князівна), (Корніївна) — 2202 чол. У 1928 р. з ліквідацією Манжеліївського району й утворенням Великокринківського району Броварки віднесено до останнього.
За переписом 1939 р. на вищевказаній території Броварківської сільради проживало лише 1230 чол. Різке зменшення кількості жителів — наслідки огульного розкуркулення та виселення цілих сімей за межі району і голоду 1932-1933 років.
30 грудня 1962 р. Броварки віднесено до Глобинського району. З липня 1959 р. до 70-х років село підпорядковувалося Федорівській сільській раді.
З 1964 року село Броварки перейменували у Заможне.

### Друге створення
В 1970 році утворена Заможненська сільська рада, якій підпорядковані села Заможне, Глибоке, Глушкове Перше та Глушкове Друге. З 2000 року село Глушкове Перше не існує.

## Населення
На території Заможненської сільської ради розташовано 3 населені пункти з населенням на 1 січня 2011 року 550 осіб:
| № | Назва села        | 1923 чол. | 1939 чол. | 2001 чол. | 2011 чол. |
| - | ----------------- | --------- | --------- | --------- | --------- |
| 1 | с. Заможне        |           |           | 533       | 457       |
| 2 | с. Глибоке        |           |           | 88        | 58        |
| 3 | с. Глушкове Друге |           |           | 51        | 35        |
|   | всього            | 2202      | 1230      | 672       | 550       |

## Влада
- Сільські голови[1]:
Величко В’ячеслав Васильович
- Секретар сільської ради – Шестакова Тетяна Володимирівна
- 12 депутатів сільської ради[1]:
  1. Шестакова Тетяна Володимирівна
  2. Ізосіна Надія Василівна
  3. Сухина Тамара Дмитрівна
  4. Ляховенко Володимир Олександрович
  5. Щусь Тетяна Іванівна
  6. Лазарь Антоніна Миколаївна
  7. Заволока Світлана Михайлівна
  8. Бондарьова Надія Вікторівна
  9. Клименко Сергій Олегович
  10. Козлова Ольга Сергіївна
  11. Омеляненко Володимир Іванович
  12. Лєснік Олексій Антонович

## Економіка
Виробнича спеціалізація підприємств розташованих на території Заможненської сільської ради: вирощування зернових і технічних культур.
Провідні підприємства:
- ТОВ «Юнігрейн-АГРО», основні галузі рослинництва — вирощування зернових і технічних культур, директор Чемара Валерій Валентинович

Фермерські господарства:
- СФГ «Волошка» — голова господарства Горбенко Віталій Григорович
- СФГ «Росинка» — голова господарства Горбенко Володимир Григорович
- СФГ «Обрій» — голова господарства Павленко Павло Борисович
- СФГ «Олександр» — голова господарства Ляховенко Іван Антонович
- Заможненське СКГ — директор Марендич Оксана Сергіївна

## Освіта
На території села працює Заможненська загальноосвітня школа І-ІІ ступенів(директор — Мовчан Юрій Вікторович

## Медицина
Діє Заможненський фельдшерсько-акушерський пункт (завідувачка ФАПом — Луцик Алла Григорівна)

## Культура
Є два заклади культури:
- сільський будинок культури, директор —  Каранда Любов Всеволодівна
- бібліотека, завідувачка — Бондарьова Валентина Олексіївна

## Архітектурні, історичні та археологічні пам'ятки
На території сільської ради знаходяться 2 пам'ятки археології, що включають 2 кургани.
В с. Заможне знаходиться братська могила радянських воїнів (у вересні 1943 р. під час визволення села загинуло 6 воїнів 80-ї гвардійсько-стрілецької дивізії 21-го гвардійсько-стрілецького корпусу).
В 1958 р. встановлений пам'ятник загиблим воїнам, поруч з яким на бетонній стелі, на 12 мармурових дошках викарбувано прізвища односельців, які полягли на фронтах Другої світової війни (пам'ятник реставровано у 1980–ті та 2011 роках).

## Особистості
- Остроградський О. І. (нар.1868) — професор Юр'євського (Тартуського) університету,  до 1913 р. ще працював в університеті)
- Удовиченко Петро Платонович (нар.1914-пом.1992) — колишній міністр освіти УРСР ( 1967-1971 роки), кандидат історичних наук, доцент, академік Академії педагогічних наук
- Данішев Степан Остапович (нар.1900-пом.1968) — заслужений працівник культури УРСР, голова науково-методичної ради по пропаганді суспільнополітичних знань при правлінні Полтавської обласної організації товариства "Знання", заступник голови правління, доцент Полтавського педагогічного інституту ім. В. Г. Короленка
- Данішев Василь Остапович — командир партизанського загону в роки Другої світової війни